# Szegedi László (történész)
Szegedi László (Rimaszombat, 1965. szeptember 7. –  ) magyar genealógus, heraldikus, történész.
Apja László (1938–2009), történelem-földrajz szakos tanár (és első osztályú atlétikai játékvezető), anyja Bartus Borbála (1944– ), tanítónő, koreográfus, öccse Gábor (1968– ). A nagyszüleit és az apját 1946-ban Rimaszécsről kitelepítették Csehországba, Ledeč nad Sázavou mellé, mivel nem voltak hajlandók „reszlovakizálni” (sem a kitelepítési megbízottat korrumpálni). Csak 1948-ban sikerült hazaszökniük és visszafoglalniuk a házukat az oda időközben betelepített szlovák családtól.

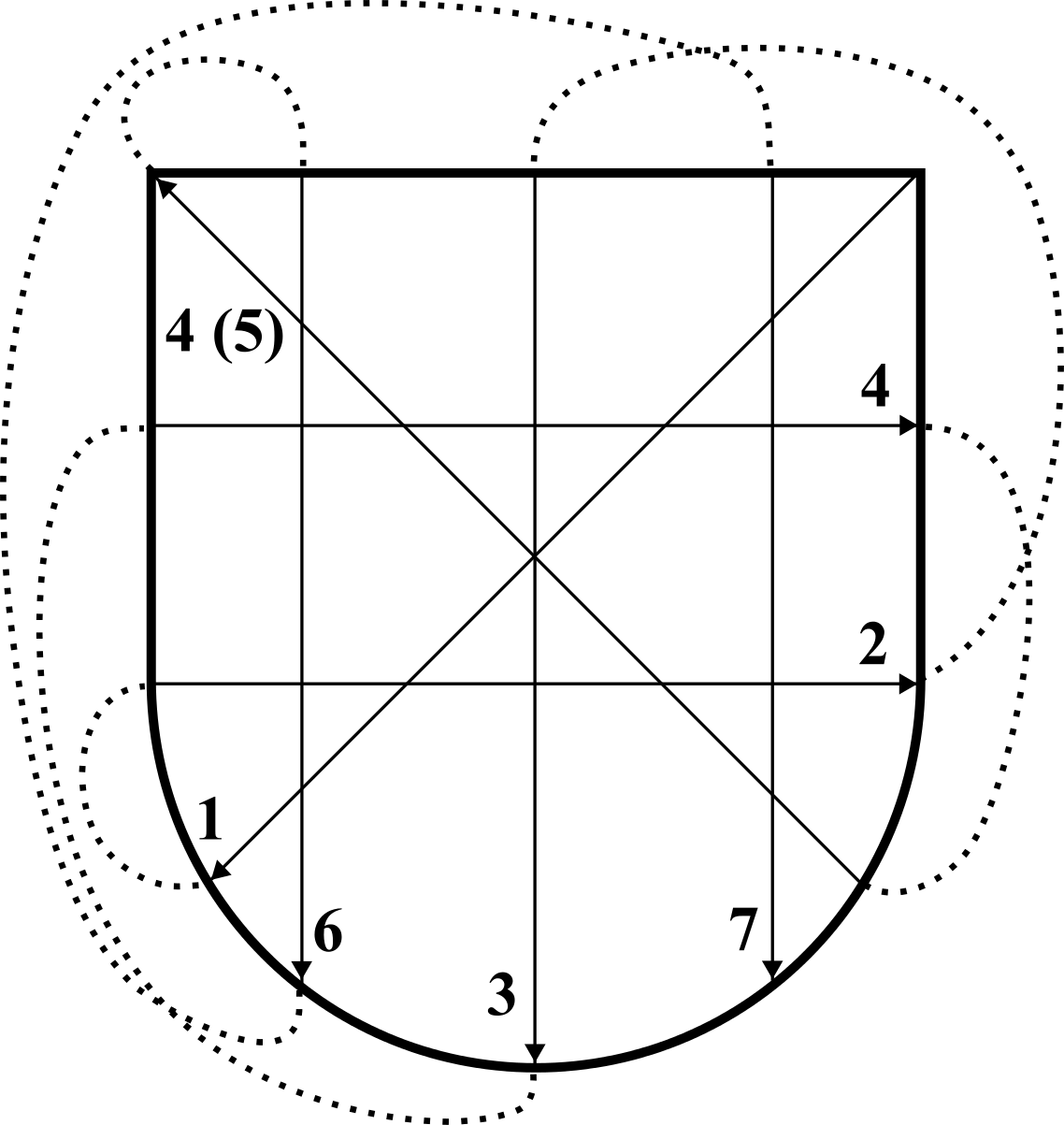
Pápai Páriz Ferenc pajzstagolásai kardvágásokkal (Ars heraldica. Kolozsvár, 1695). Rekonstrukció: Szegedi László, Általános genealógia. Budapest, 2015. 67.

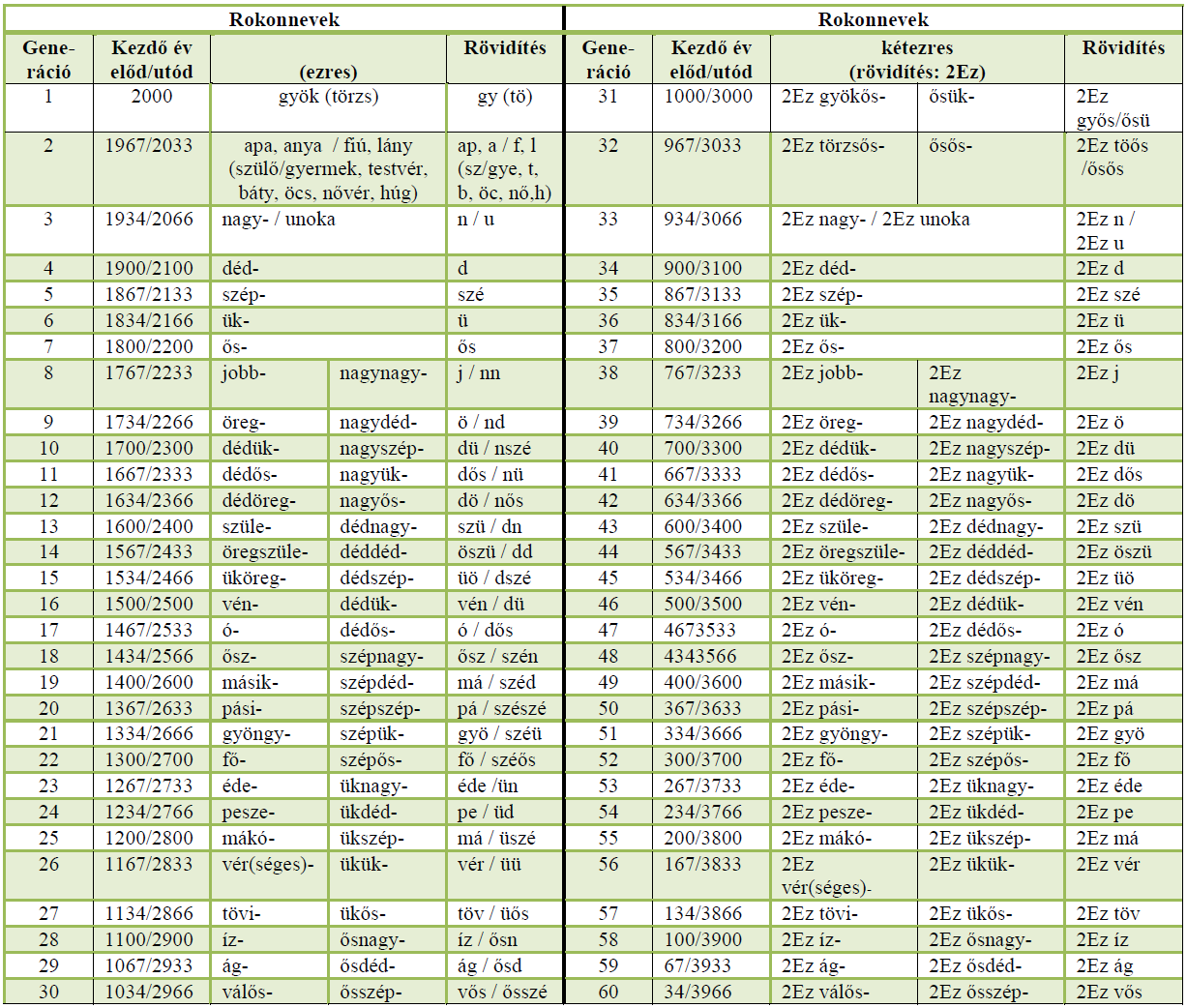
A teljes genealógiai nevezéktan + és - 2000 évre. Szegedi László, Általános genealógia. Budapest, 2015. 122.

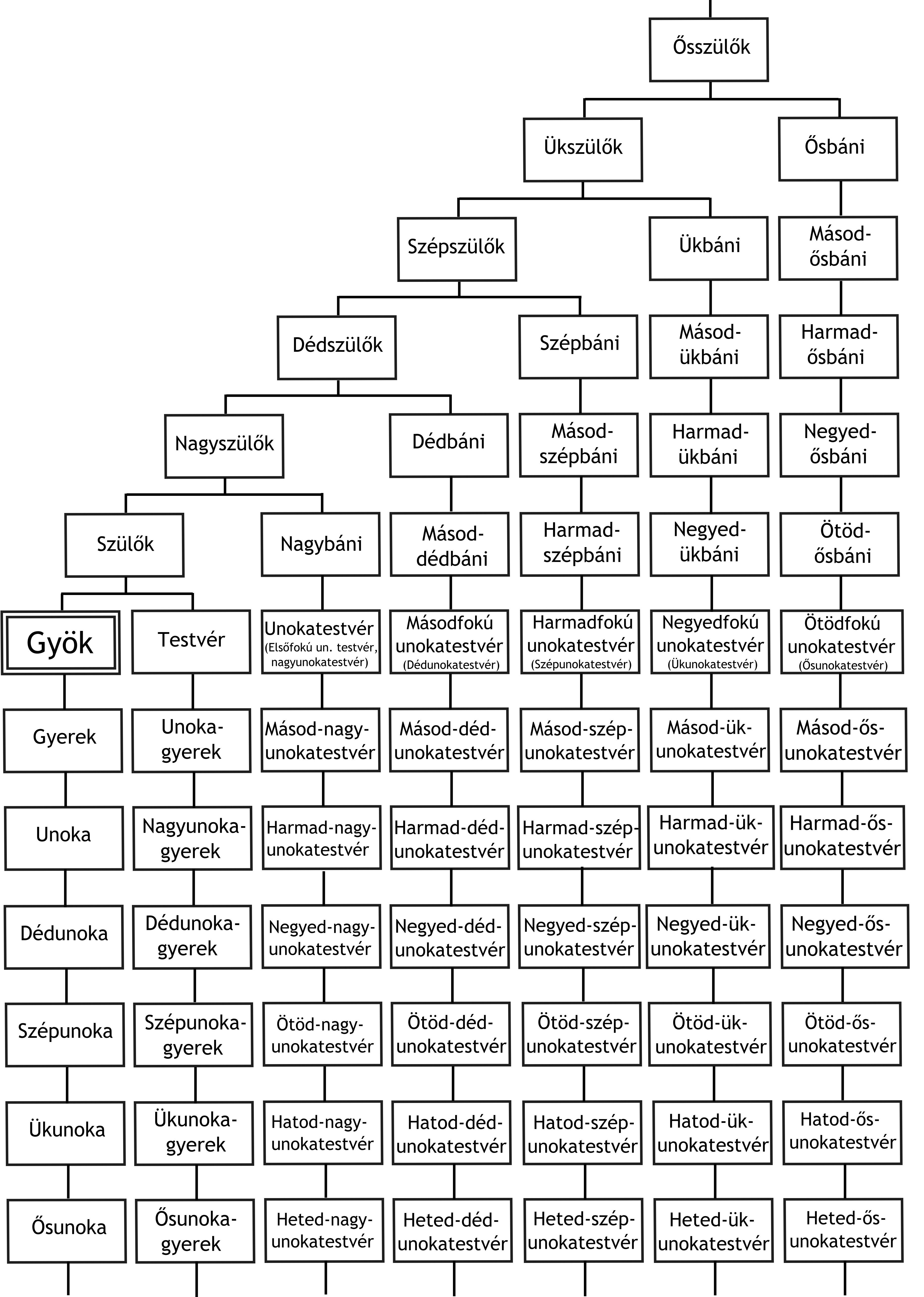
A vérrokonság genealógiai alapsémája, Szegedi László rokonsági terminológiájával. Általános genealógia. Budapest, 2015. 113.

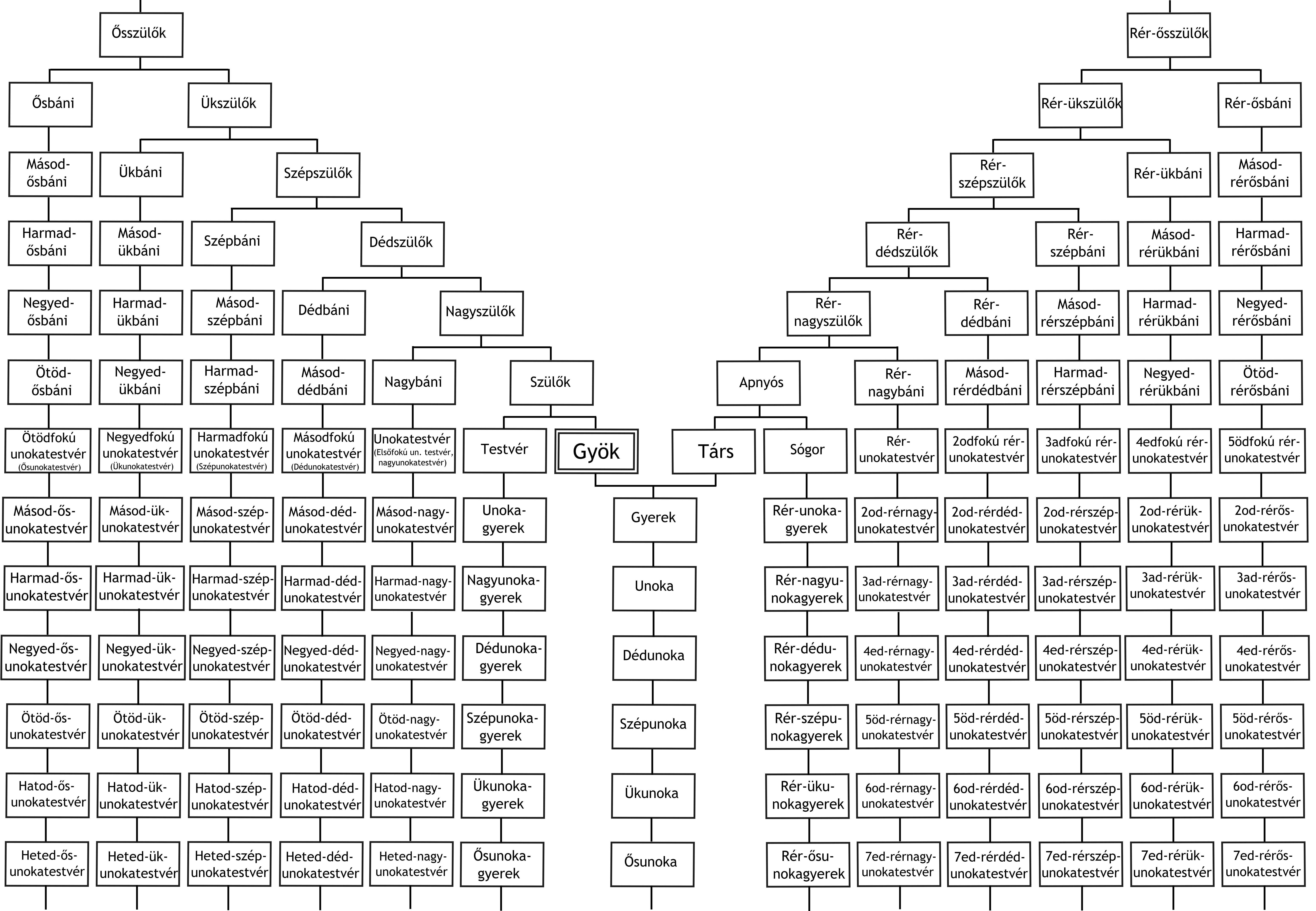
A teljes rokonság (vér- és sógorsági rokonság) genealógiai alapsémája Szegedi László nevezéktana szerint (Általános genealógia. Budapest, 2015. 124.)

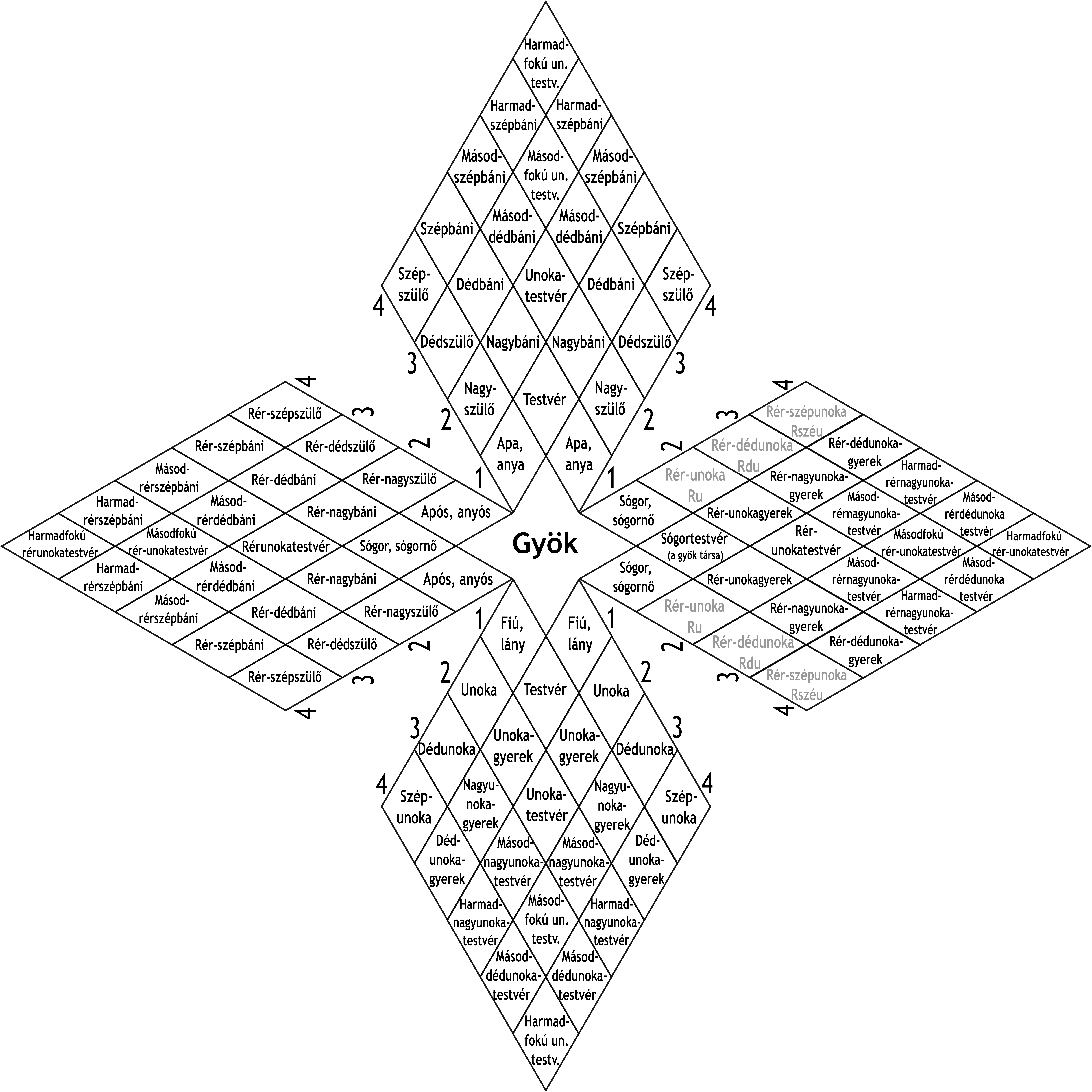
A vérrokonsági és sógorsági rokonság meghatározásának egyesített táblája. Szegedi László, Általános genealógia. Budapest, 2015. 179.

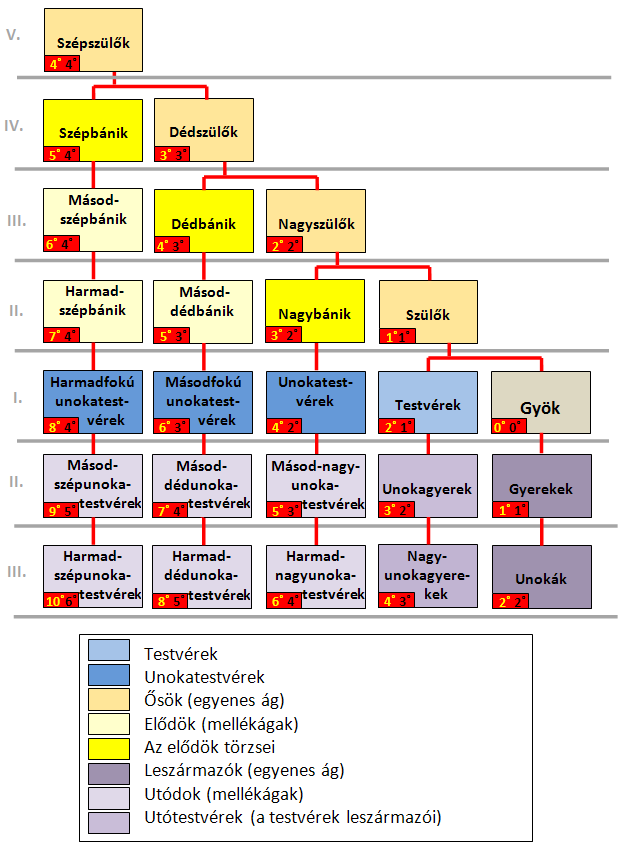
A gyök unokatestvéreinek, elődeinek és utódainak vérrokonsági alapsémája. Szegedi László, Általános genealógia. Budapest, 2015. 189.

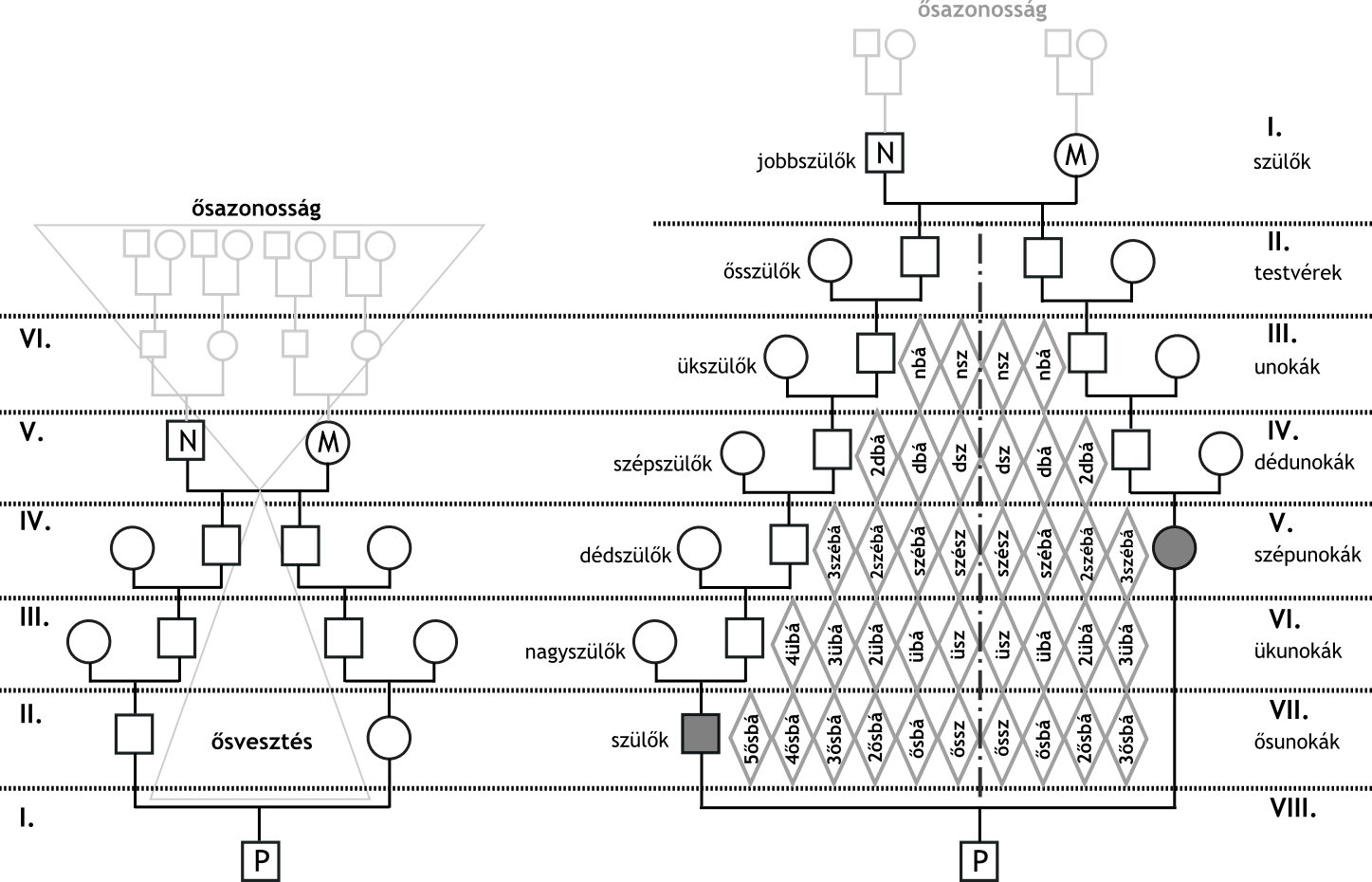
Ősvesztés és ősazonosság. Szegedi László, Általános genealógia. Budapest, 2015. 237.

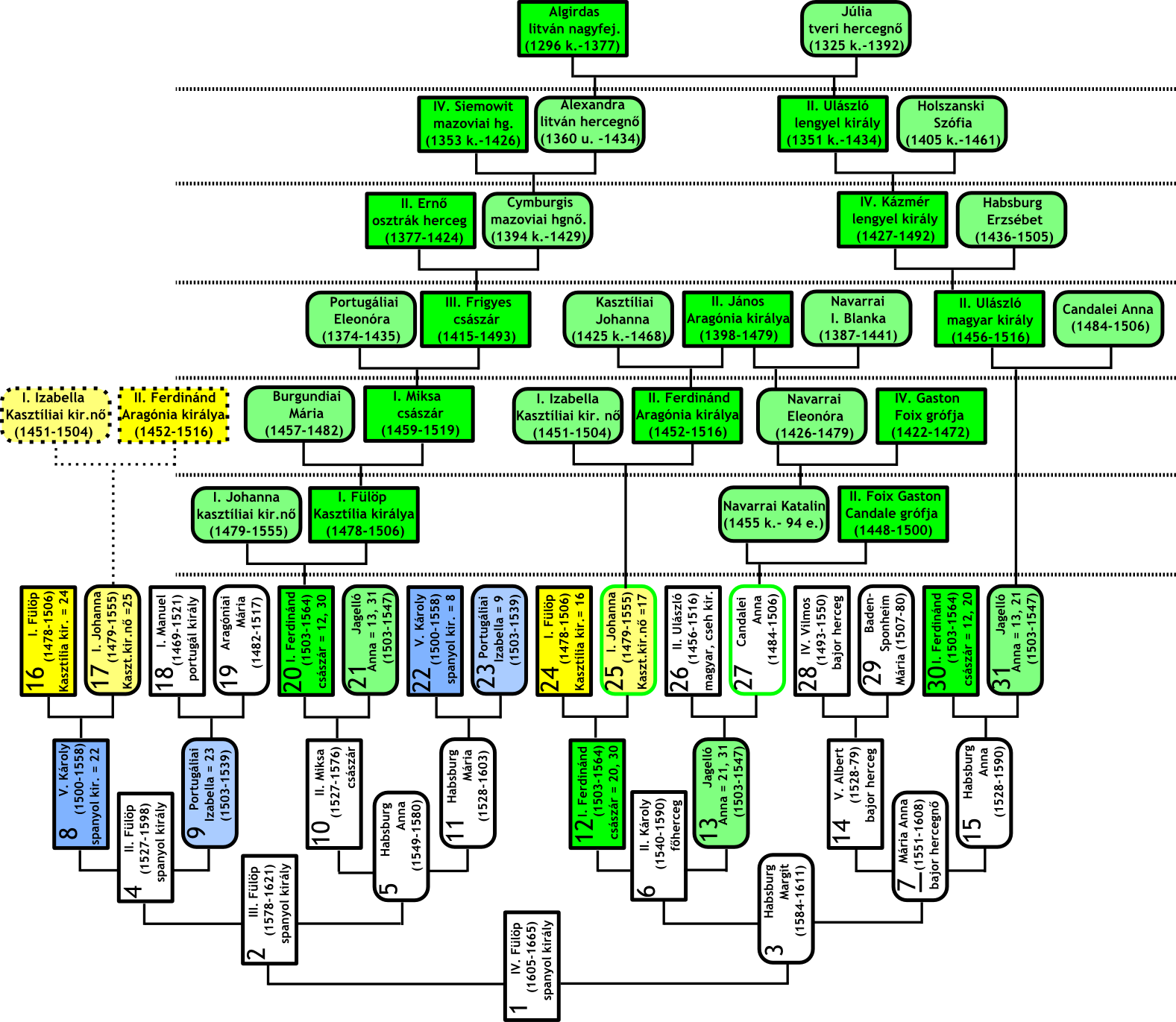
IV. Fülöp spanyol király kombinált leszármazási és őstáblája. Szegedi László, Általános genealógia. Budapest, 2015. 244.

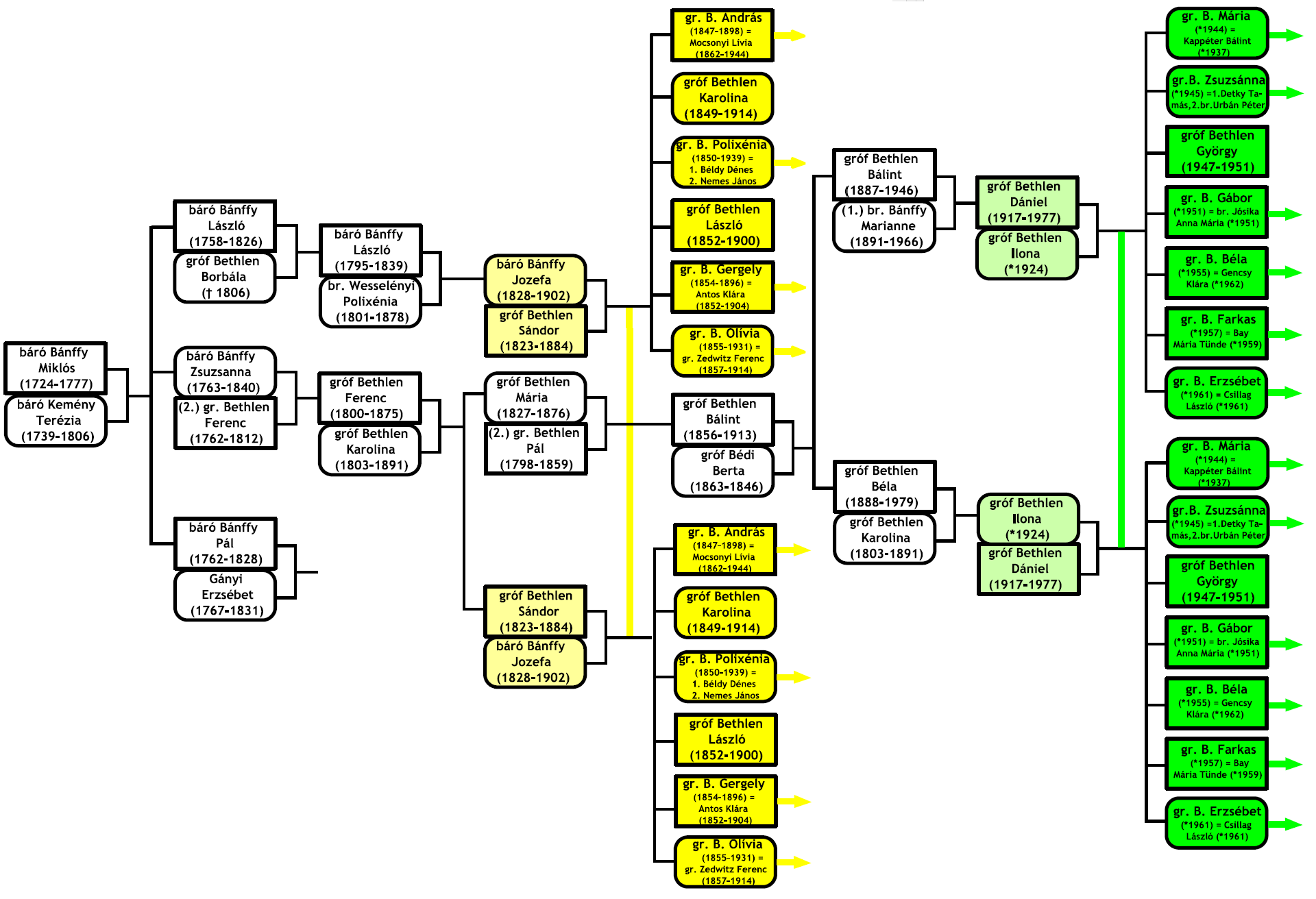
Utódvesztés. Szegedi László, Általános genealógia. Budapest, 2015. 252.

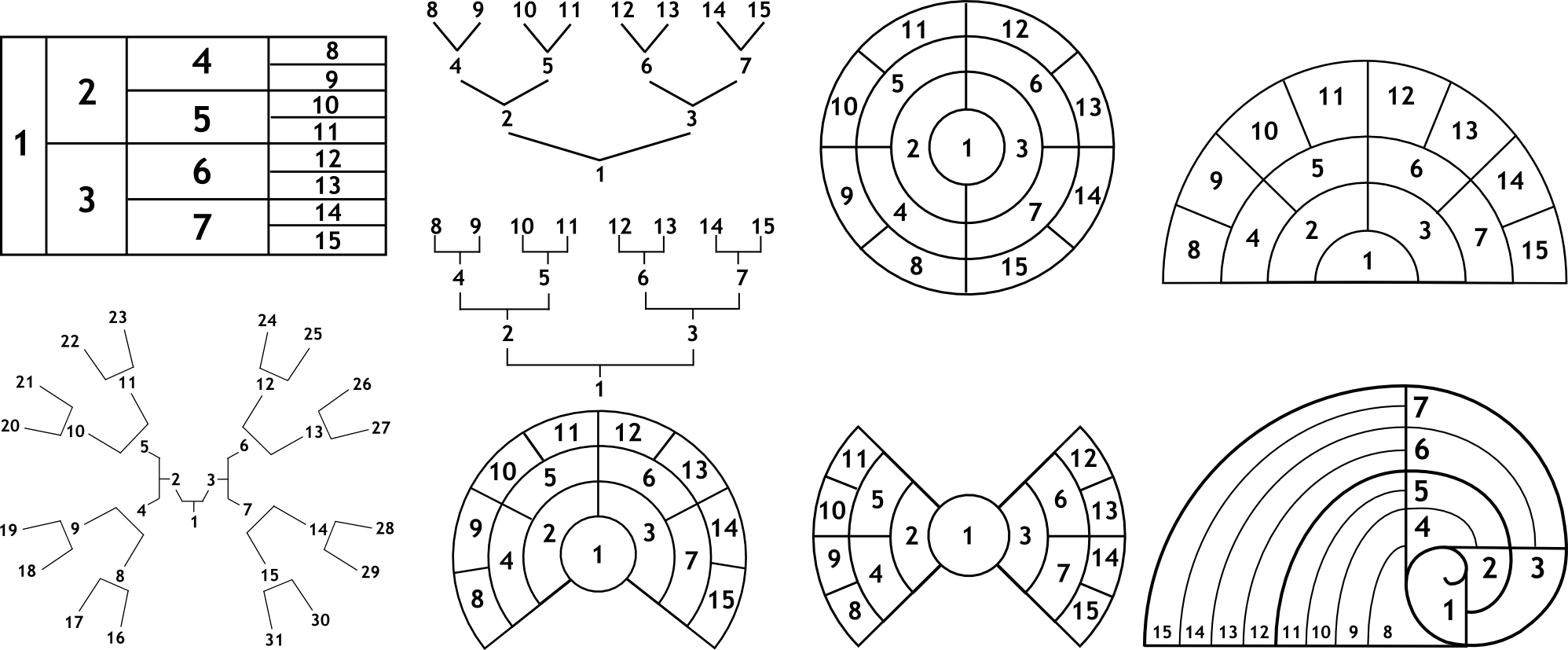
Különféle őstábla-típusok. Szegedi László, Általános genealógia. Budapest, 2015. 458.

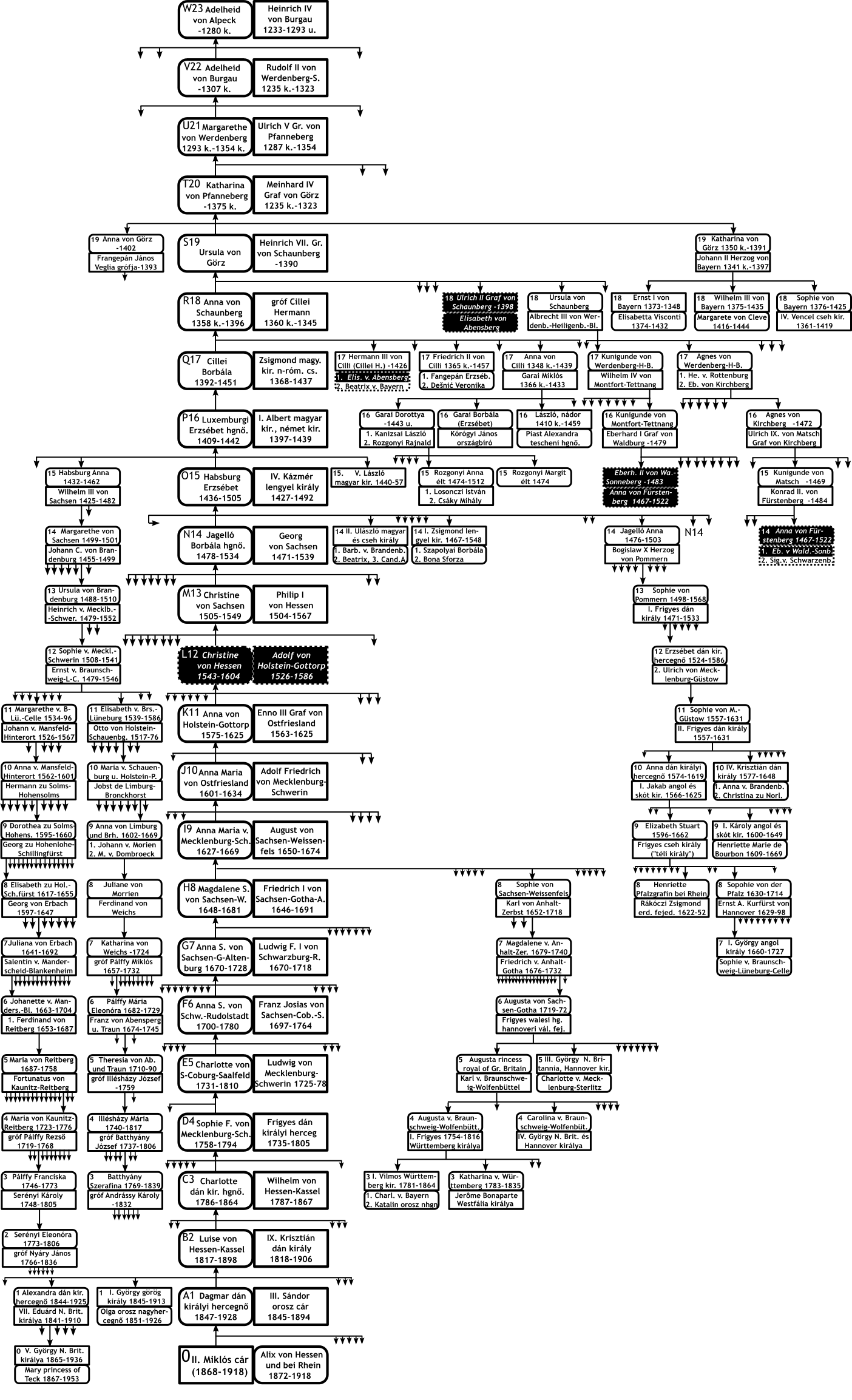
II. Miklós cár női ősutódtáblája. Szegedi László, Általános genealógia. Budapest, 2015. 527. (második préselés) Szegedi László által bevezetett genealógiai tábla az mtDNS, illetve az Y-DNS alapú rokonság követésére. A társazonosságok fekete keretben láthatók.

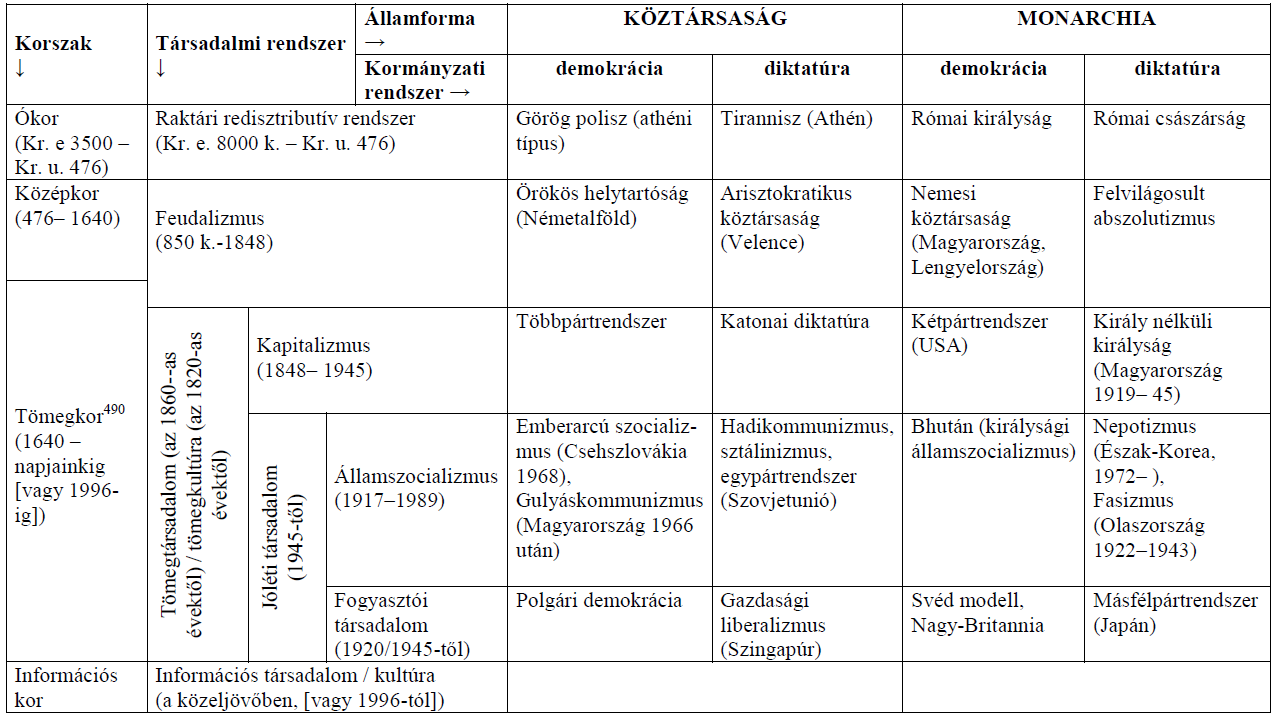
A korszakok és társadalmi rendszerek táblázata. Szegedi László, Általános genealógia. Budapest, 2015. 308.

1984-ben érettségizett a rimaszombati gimnáziumban (ahol Simon Attila volt a padtársa). Kétéves morvaországi katonai szolgálata után egyetemi tanulmányait 1989-ben kezdte a pozsonyi egyetemen, magyar-történelem szakon, majd 1996-ban régészetből szerzett diplomát a nyitrai egyetemen.
A tanulmányai befejeztével különféle civil szervezetekben kezdett dolgozni. 1997-ben alapító tagja volt a rimaszombati Fundament Polgári Társulásnak. 1998-ban Eduard Kojnok (1933–2011), akkori rozsnyói megyés püspök (1990–2008) támogatásával létrehozta a Szent István Lovagrendet (nem tévesztendő össze a hasonló nevű, de az ettől független magyarországi szervezettel).

## Munkássága
Főként a heraldika és genealógia, a rendi demokrácia, a magyar törzsi szervezet kérdése, és a tömegtársadalmi jelenségek, foglalkoztatják. Számos cikke jelent meg a Valóságban, Századokban, Élet és Tudományban, Új Szóban, Szabad Újságban, a felvidéki Református Szemlében, a De Nederlandsche Leeuw-ban stb. Magyar Zoltán tizenkét kötetes mondakatalógusához számos címermondát gyűjtött össze.
Általános genealógia (Budapest, 2015.) című műve az első magyar nyelvű átfogó elméleti és gyakorlati családtörténeti kézikönyv. Ennek fő koncepciója az, hogy a klasszikus genealógia és egyes más tudományterületek (antropológia, genetika, populációgenetika, történeti demográfia, mikrotörténet, egyes matematikai módszerek stb.) genealógiai módszerei és eljárásai egységes rendszerbe foglalhatók, miáltal a genealógia önálló történeti segédtudomány lett. Kidolgozta és egységesítette a magyar nyelvű genealógiai nevezéktant, részletesen vizsgált egyes kevéssé kutatott genealógiai jelenségeket (utódvesztés, ősvesztés, generációvesztés), bevezetett egy újfajta genealógiai táblát (ősutódtábla) és ősszámozási módszert, valamint számos új, korábban ismeretlen genealógiai jelenséget fedezett fel (társazonosság, az őstáblák ősazonosságai és ezek távolsága közti összefüggés, az ún. „genealógiai alapséma” zavarainak okai: 1. testvérek, 2. unokatestvérek, 3. nagybácsik/-nénik és utótestvérek leszármazói közti házasság). Műve tehát nemcsak egy egyszerű elméleti és gyakorlati kézikönyv, hanem egyszersmind új, koherens genealógia rendszer, amely nemzetközi viszonylatban is egyedül álló.
Előkészületben van az Axiomatikus heraldika, valamint a Heraldikai és genealógiai enciklopédia című műve. Távlati tervei közé tartozik a Címerhatározó kiadása, melynek internetes előkészítése a Wikikönyvekben az általa szerkesztett Címerhatározó  és Heraldikai lexikon. Mindezek fő célja a heraldika axiomatizálása, egy egységes heraldikai program keretén belül (1. heraldikai enciklopédia: a nevezéktan és a címerszabályok rögzítése; 2. axiomatikus heraldika: a nevezéktan és a címerszabályok koherens axiomatikus rendszerbe ötvözése, a címerek szerkezeti elemeinek definiálása, a szerkezeti heraldika szilárd megalapozása; 3. címerhatározó: a címerek szerkezeti viszonyaiból következő címerszabályok pontos rögzítése, az ismeretlen címerek meghatározása érdekében).
Új rendszert állított fel a történelmi korszakok (1. őskor, 2. ókor, 3. középkor, 4. tömegkor, 5. információs kor) és a társadalmi rendszerek osztályozására (1. raktári redisztributív rendszer, 2. feudalizmus, 3. tömegtársadalom, 3. a. kapitalizmus, 3. b. jóléti társadalom, 3. b1. államszocializmus, 3. b2. fogyasztói társadalom, 4. információs társadalom).
Véleménye szerint napjainkban a tömegkorban élünk, ahol a tömegember határozza meg a társadalmi folyamatokat, trendeket, értékrendeket és ideológiát, megrendeli a művészeti alkotásokat, továbbá őt szolgálják ki a termelés szereplői is. Ezt a korszakot az információs kor fogja felváltani.
Úgy véli, hogy a történelem nem más, mint egyszerű szaporodási verseny, melyben azok lesznek a győztesek, akik többen vannak. Az állam (és egy adott nemzet) öt fő társadalmi vetülete: 1. terület, 2. hadsereg, 3. gazdaság, 4. kultúra és 5. népesség. A fejlődés sohasem kerülhet egyensúlyi állapotba (mint Fukuyama rendszerében), mert népességi, gazdasági, katonai, kulturális és területi alapon is folytonosan változik. (Huntigton ezek közül csak a kulturális, civilizációs szembenállást ismeri.) A történelem nemcsak az ideológiák közötti harc, hanem népesedési, gazdasági, kulturális, katonai, területi küzdelem is, ahol az egyik kulturális régió folyamatosan próbálgatja a másik (népesedési, gazdasági, katonai, kulturális, területi) erejét. Ha például a népesedés terén egy régióban a gyengeség jelei mutatkoznak (mint a mai Európában), akkor azt a másik régió népessége képes könnyen maga alá gyűrni, annak kárára területet foglalni, kulturálisan átformálni, akkor is, ha az első erősebb gazdasággal, hadsereggel stb. rendelkezik, mint a második. Ugyanez érvényes a gazdaságra is. Ahol gazdasági gyengeség mutatkozik, ott egy másik gazdaság nyer teret stb. Sohasem fogunk tehát eljutni egy (népességi, katonai, kulturális, területi, gazdasági) egyensúlyi helyzetig. Az egyensúly helyett egy régiónak (országnak) mindig valamilyen (gazdasági, kulturális stb.) túlsúlyra kell törekednie ahhoz, hogy fennmaradhasson és az ő kultúrája, életformája, gazdasági ereje, stb. érvényesülhessen, hogy ez határozhassa meg a történelmi folyamatokat. Ennek eszköze a hadsereg, terület, kultúra, gazdaság és a (legfontosabb, a) népesség.

## Társadalmi reformtervei
Egy sokkal lelkesítőbb szövegváltozatot dolgozott ki a himnusz számára (Isten áld meg a’ Magyart/ Jó kedvvel, bőséggel,/ Nyújts feléje védő kart,/ Ha küzd ellenséggel;/ 'S merre zúgnak habjai/ Tiszának, Dunának,/ Árpád hős magzatjai/ Felvirágozának.), melyet élénk tempóban kellene játszani.
A társadalmi és történelmi koncepciójával összhangban úgy véli, hogy Magyarország lakosságát 50 éven belül 50 millióra kellene felemelni. (amit „pofonegyszerű feladatnak” nevez). Ezt pedig az egyéni anyagi érdek mentén lehet megvalósítani. Bizonyos eltérésekkel az ő elveit követi a kormány 2015. december 16-i bejelentése is, a háromgyermekes családok 10+10 millió forintos lakhatási támogatását illetően, annál is inkább, mivel a tervezetét még a cikke megjelenése előtt (november 27-én) eljuttatta a megfelelő kormányhivatalnak, és (2016 márciusában) a témát a Nemzetstratégiai Kutatóintézetben is letárgyalta. A CSOK minden fő eleme már a cikkében is megtalálható (10 millió forint, 10 év, 5 gyermek (3 helyett) stb.). (Tehát az ötgyermekes családmodell híve.)
A bevándorlásban veszélyt lát az európai kultúrára nézve, különösen annak mostani helyzetében, amely a demográfiai hanyatlás állapotában van. Ezért (az európai menekültválság kialakulása előtt) a bevándorlás teljes leállítását és ehelyett a népszaporulat erőteljes növelését tartotta szükségesnek, valamint felhívta a figyelmet a párhuzamos társadalmak kialakulásának a veszélyére is. A koncepció egyes pontjai, mely a Szaporodási verseny II. részében található meg (a cikk közlése a Valóságban 2014 nyarától több, mint egy évig elhúzódott) (a biztonságos országok meghatározása, ne csak Európa viselje a bevándorlás terheit, az Európai anyagilag is támogassa a konfliktussal szomszédos országokban létrejövő menekült táborokat) azonosságot mutatnak a kormány migrációval kapcsolatos, 2015. május elején tett bejelentésével, annál is inkább, mivel 2015. májusának végén ez a koncepció is eljutott a megfelelő kormányhivatalhoz.
Úgy véli, hogy a társadalom alapja nem a család, hanem a nemzetség. Ezzel összhangban nem a (másodlagos, a nemesit utánzó) polgári, hanem a(z elsődleges, kultúrát teremtő) nemesi kultúrát tartja az ideális társadalmi létformának. A monarchikus államforma híve, ezért egy második Magyarország létrehozását javasolja a Csepel- és/vagy a Szentendrei-szigeten, Királyi Magyarország néven.
A (köz)népet akarja megszüntetni, nem a nemességet, miként az a francia forradalomban történt. Ezért mindenki megnemesítését tartja szükségesnek, amivel mindenki hozzájut az egykori nemesség mindhárom társadalmi adottságához (szabadság, vagyon, státusz), valamint kultúrájához (az önkorlátozó szabadsághoz) is. Úgy véli, hogy csak ilyen módon tudunk egy eszményi társadalmat, valódi (vérségi alapú összetartó, altruista) közösségeket létrehozni a mai egoista stratégiájú, fragmentált kiscsaládokkal, az erkölcsileg lezüllött társadalommal, valamint a még ma is vérségi (erkölcsi) alapú, de represszív, esetlegesen hatalomra kerülő és az európai kultúrát fenyegető iszlám társadalmi modellel szemben. Egy ilyen (nemesi alapú) vérségi kisközösségben létezik ugyanis a vérségi eredetű kohéziós erő, az altruizmus, melynek forrása a családalapító ős példája. (Rendszeres családi, nemzetségi összejöveteleket képzel el, amelyek erősítik a családi kohéziót, ahol megemlékeznek a státust eredeztető ősökről, a közösség tagjainak kihirdetik a születéseket, házasságokat, elhalálozásokat, léteznek a családi jelképekhez, címerhez stb. kötődő családi, nemzetségi hagyományok, saját történelem, hagyomány, egy megfelelő színvonalú kulturális követelmény alakul ki („Noblesse oblige”), létrejön a családi büszkeség, amiből az egyéni büszkeség is ered; mindenki büszke tagja a családnak és az országnak, mindenki „valaki”, nemcsak egy közember és kisember.) Ez jelenti egyben az eljövendő információs társadalom számára megfelelő művelt, „kreatív” emberanyagot is az automatizált, robotizált termelés viszonyai között, szemben a mai tömegtársadalom tömegtermelésének szalagmunkájával, amelyet hiányos műveltséggel is el lehet végezni, de az információs korban ez már az egyén számára hátrányt fog jelenteni.
Az általános nemesítés elvével és a nemesi köztársaság történetének vizsgálatával (rendi demokrácia, rendi küldetéstudat, udvari kultúra, nemesi rokonsági és közösségi rendszer) arra igyekszik rámutatni, hogy ez az a kulturális alap, amely a magyarságot egyedivé teszi Európában, amelynek társadalmi szintű tudatosításával, felkarolásával és megvalósításával követendő példát tudnánk állítani és képesek lennénk egy eszményi, európai társadalmat létrehozni (mely alternatívát jelentene a mai tömegtársadalmak negatív jelenségeivel szemben: a családok felbomlása, a rokonsági rendszerek hanyatlása, a fiatalok „elidegenülése”, az altruizmus helyett az egoizmus eluralkodása, a munkanélküliség és a szociális függőség gyakorlatának kialakulása, a korlátlan szabadság elve).
A szabadság nála az önkorlátozó nemesi szabadságot (a szolgálatot) jelenti (nem a liberálisok korlátlan szabadságát). Ez a szabadság a státuszt a nemesi címet jelenti (melyből az egyén önbecsülése és elsődleges kultúrájának a forrása, egyéni kultúrfölénye származik, valamint ez építi fel a rokoni alapú kisközösségeket is). A vagyon megteremtését pedig egy nagyobb volumenű gazdaság kiépítésével tartja megvalósíthatónak. Ennek előfeltétele a népesség számának erőteljes növelése. Ennek érdekében, és ezzel együtt alkalmazható az a módszer (a Perzsa-öböl menti országokhoz hasonlóan), hogy 5 éves időtartamra külföldi munkavállalókat alkalmazunk, akiknek ezután el kellene hagyniuk az országot, és/vagy 50–100 évre a fejlődő országoktól kibérlünk egy nagyvárosnyi (500–1000 km²) területet, ahol az adott ország népességét alkalmazzuk. Az ő munkaerejük képes lenne fedezni a hazai nyugdíjrendszer költségeit, valamint egy tetszőleges nagyságú gazdaságot hozhatunk létre, növeljük az általános életszínvonalat, megvalósítható az 50 éves általános nyugdíjkorhatár bevezetése, munkát adunk a helyi népességnek (kiiktatva ezzel az ottani társadalmi feszültségeket, és ezzel együtt elérve az egész világ stabilitását), továbbá csökkentjük az Európa felé irányuló migrációt, illetve kívülről jövő bevándorlásra (népességi utánpótlásra) sem volna szükség.
Ez lehetővé tenné továbbá egy tetszőleges nagyságú nemzeti ipar kiépítését is, mely a termelés-fogyasztás kapcsolat működőképességén (és egy szabályozott gazdasági rendszeren) alapul. (A fogyasztók szerepét az 50 évesen nyugalmazott megnövekedő nyugdíjas réteg és a népszaporulat növekedéséből adódó nagycsaládosok töltik be, az ő nyugdíjukat, illetve szociális kiadásaikat fedezik a hazai munkavállalók és a Magyarországon, illetve külföldön alkalmazott külföldi dolgozók, akik által egy tetszőleges nagyságú magyar ipar építhető ki. A megnövekedett termeléshez megnövekedett fogyasztás kell, aminek fokozását a fogyasztók számára akár elő is lehetne írni. Ez növeli a fizetéseket és az életszínvonalat, több munka, azaz termelés iránt támaszt igényt, hiszen a termelés-fogyasztás kapcsolat működése (és a pénz külföldre áramlásának megakadályozása) érdekében az iparnak a belső termelésen, nem a behozatalon kell nyugodnia, minden lehető terméket az országnak magának kell előállítania, ami egy hatalmas mértékű nemzeti ipar kiépítését és új iparágak meghonosodását is jelenti, teszi szükségessé.)
Javaslatot tett 200 emelet magas épületek létesítésére is, növénytermesztési célokra, melyek energetikailag önellátóak lennének (a tetőn és az épület oldalain szélkerekek és napkollektorok állítják elő a termeléshez szükséges energiát). A tetőn összegyűjtött esővíz gravitációs erejét vízturbinákkal több lépcsőben energiatermelésre lehet felhasználni. A földszinten a vizet elektrolízissel elemeire lehet bontani, ahonnan a hidrogén önmagától felszáll a legfelső emeletre és energiatermelés mellett vízzé alakítható vissza, majd ez egy újabb energiatermelési ciklusban hasznosítható. Ilyen energiatermelő kémények önállóan, energiatermelés céljára is létrehozhatók és a tengervíz sótalanításánál is alkalmazhatók. Olyan globális hatású természeti katasztrófák esetén pedig, mint amilyen egy szupervulkán kitörése, amikor évekre elsötétülhet az ég, egyedül az ilyen, energetikailag önellátó épületekben folyhatna hatékony és tömeges növénytermesztés.

## Művei
- A feudalizmus mint haladó társadalmi rendszer. Valóság 1992/5. 44–54.
- A Korona több mint kilenc évszázada.  Valóság 1992/9. 77–83.
- Nemesi köztársaság. Valóság 1993/8. 49–69.
- Individualizmus a nemesi köztársaságokban. Valóság 1994/8. 1–17.
- A magyar vérségi szervezet 108-as száma. Valóság 1995/5. 62–68.
- A magyar törzsrendszer képlete.  Valóság 1996/3. 49–55.
- A rendszerezés és a meghatározás lehetőségei a címertanban.  Századok 1999/1. 145–183.
- Az ingenes jobb. Valóság 2003/1. 26–35.
- Mass Society and Mass Culture. Reinventing the Nobleman.  Charleston, I–II. 2005. (Allen Armac álnéven) I. II.
- Az unitáriusok racionalizmusa. Valóság 2005/12. 60–82.
- A harmadik szektor.  Valóság 2006/9. 33–49.
- A demokrácia ára. Valóság 2007/2. 70–87.
- A bulvár sikertörténete (Semmi sem jobb mint egy sztár halála). Valóság 2007/12. 70–84.
- „Mi vagyunk a világ”. Valóság 2008/11. 14–33.
- Tömegkor.  I–III. Valóság 2010/3. 70–87. , 2010/4. 82–112. , 2010/5. 25–57.
- Szaporodási verseny.  I–III. Valóság 2015/5. 24–37.  , 2015/6. 22–46.  , 2015/7. 77–91.
- Általános genealógia. Budapest, 2015. (DVD-ROM)
- Az időzített bombák hatástalanítása. Valóság 2016/1. 1–19.
- Könyv a székely írásról. Honismeret 2016/6. 100. (Recenzió Zsupos Zoltán, A székely írásról [Budapest, 2015.] című könyvéről)